# Neo Contra
Neo Contra ネオコントラ (Neo Kontora?) es un videojuego de la saga Contra desarrollado por Konami en el 2004 para la plataforma PlayStation 2. Es la séptima entrega oficial de la serie y es la secuela directa de Contra: Shattered Soldier y retoma el modo de juego y elementos de anteriores entregas como Contra, Super Contra , Contra III: The Alien Wars y Contra: Shattered Soldier.

## Desarrollo
El juego fue desarrollado por el estudio de Konami Konami Computer Entertainment Tokyo "Konami TYO". El juego incluye y reaparece el famoso y popular "Spread Shot" disparo de ráfagas, característico de los primeros juegos de la saga y una de las armas favoritas por los fanáticos que no hizo aparición´en el juego anterior Contra: Shattered Soldier

## Argumento
La trama nos sitúa en el Año 4444 d. C. cuando la Tierra ha sido transformada en un planeta prisionero, en un caos una casa de criminales y rebeldes políticos (contras). De esta oscura sociedad se eleva un nuevo orden llamado " Neo Contra ". El gobierno rápidamente mostró sus colores verdaderos, tienen otros proyectos la traída de la civilización a la normalidad. Así, Bill Rizer es despertado de su sueño criogénico de casi dos mil años. Él es acompañado por Genbei Yagyu "Jaguar", un samurái Futurista, y los dos son enviados a la Tierra para tratar con la amenaza de Neo Contra.

### Personajes
- Bill Rizer - Es el protagonista principal del juego. Bill Rizer experto en armamento pesado es nuevamente puesto en escena para enfrentar esta amenaza luego de cumplir 2000 años de condena el y su compañero Genbei Yagyu "Jaguar", tendrán que detener el caos y restaurar la paz y el orden de una sociedad corrompida por criminales y diferentes amenazas.

- Genbei Yagyu - Coprotagonista del juego y nuevo compañero de Bill. Es un enigmático alienígena humanoide de piel oscura, de nombre clave “Jaguar”, que sigue el código Samurái y es un experto en el arte de la espada Katana. El reaparece en el juego Contra ReBirth también como coprotagonista aunque esta vez usando artillería pesada en vez de su característica Katana. El personaje está basado en Yasuke, un verdadero samurái de origen africano que existió durante el período Sengoku del Japón feudal.

- Datos: Q1456475